# En andra chans
En andra chans (engelska: The Family Man) är en amerikansk långfilm från 2000 i regi av Brett Ratner, med Nicolas Cage, Téa Leoni, Don Cheadle och Jeremy Piven i rollerna.

## Handling
En rik aktieklippare på Wall Street vid namn Jack Campbell får chansen att återförenas med sin gamla flickvän. I en alternativ tidslinje får han nämligen upptäcka hur hans liv hade varit om han stannat hos sin gamla kärlek.

## Om filmen
Filmen är inspelad i Closter, Los Angeles, New York, Newark, Tarrytown och Teaneck.
Nicolas Cage har ägt Ferrarin som används i filmen, men sålde den ett år innan inspelningarna började.
Filmen hade premiär i USA den 12 december 2000. Den svenska premiären var den 9 februari 2001, åldersgränsen är 7 år.

## Rollista
| Nicolas Cage    | – Jack Campbell   |
| Téa Leoni       | – Kate Reynolds   |
| Don Cheadle     | – Cash            |
| Jeremy Piven    | – Arnie           |
| Saul Rubinek    | – Alan Mintz      |
| Josef Sommer    | – Peter Lassiter  |
| Makenzie Vega   | – Annie Campbell  |
| Jake Milkovich  | – Josh Campbell   |
| Ryan Milkovich  | – Josh Campbell   |
| Lisa Thornhill  | – Evelyn Thompson |
| Harve Presnell  | – Big Ed          |
| Mary Beth Hurt  | – Adelle          |
| Amber Valletta  | – Paula           |
| Francine York   | – Lorraine        |
| Ruth Williamson | – Betty Peterson  |

## Musik i filmen
- La donna è mobile ur Rigoletto, skriven av Giuseppe Verdi, framförd av Luciano Pavarotti och London Symphony Orchestra
- La donna è mobile ur Rigoletto, skriven av Giuseppe Verdi, framförd av RCA Italiana Opera Orchestra, sång Alfredo Kraus
- A Holly Jolly Christmas, skriven av Johnny Marks, framförd av Burl Ives
- Woody Woodpecker, skriven av George Tibbles och Ramey Idriss
- Overture ur La Scala di Seta, skriven av Gioacchino Rossini, framförd av The London Symphony Orchestra
- Let It Snow, Let It Snow, Let It Snow, skriven av Jule Styne, text Sammy Cahn, framförd av Lena Horne
- Jingle Bells, framförd av The Mills Brothers
- It's the Most Wonderful Time of the Year, skriven av Edward Polo och George Wyle, framförd av Johnny Mathis
- Beast of Burden, skriven av Mick Jagger och Keith Richards, framförd av The Rolling Stones
- Going To The Zoo, skriven av Tom Paxton, framförd av Raffi
- Sleigh Ride, skriven av Leroy Anderson, framförd av Ronnie Aldrich
- Frosty The Snowman, skriven av Steve Nelson och Jack Rollins, framförd av Esquivel
- Wicked Game, skriven och framförd av Chris Isaak
- To Be With You, skriven av David Grahame och Eric Martin, framförd av Mr. Big
- Eres Tu, skriven av Juan Calderon, framförd av Mocedades
- La La (Means I Love You), skriven av Thom Bell och William Hart, framförd av Nicolas Cage
- After Hours, skriven och framförd av Daniel May
- The Way You Look Tonight, skriven av Jerome Kern, text Dorothy Fields
- Young Love, skriven och framförd av Daniel May
- Sideshow, skriven av Vinnie Barrett och Bobby Eli, framförd av Blue Magic
- Dear Heart, skriven av Jay Livingston, Ray Evans och Henry Mancini, framförd av Henry Mancini
- This Could Be Heaven, skriven av Seal, D. Palmer, H. Jackman och G. Gershoni, framförd av Seal
- You Stole My Bell, skriven av Elvis Costello och Cait O'Riordan, framförd av Elvis Costello
- World Looking In, skriven av P. Godfrey, R. Godfrey och S. Edwards, framförd av Morcheeba
- I Don't Know How I Got By, skriven av Diane Warren, framförd av Edwin McCain
- One, musik U2, text Bono, framförd av U2

## Utmärkelser
- Saturn Award - bästa skådespelerska: Téa Leoni
- BMI Film Music Award - Danny Elfman
- Blockbuster Entertainment Award - bästa skådespelare komedi/romantik: Nicolas Cage
- Young Artist Award - Bästa framförande i spelfilm, unga skådespelerskor 10 år eller yngre: Makenzie Vega